# ノンフィクション エクスタシー
「ノンフィクション エクスタシー」は、日本の歌手である中森明菜の楽曲。この楽曲は中森のカセットテープ限定シングルとして、1986年11月10日にワーナー・パイオニア（現：ワーナーミュージック・ジャパン）のリプリーズ・レコードレーベルよりリリースされた (CT: LKC-2008)。

## 背景
「ノンフィクション エクスタシー」は、1986年11月10日に中森にとって唯一となるシングルカセット (LKC-2008)限定で発売された楽曲である。プロモーション盤（非売品見本盤）は、シングル・レコード (EP: LS-1056)であった。この楽曲は、シンガー・ソングライターのさかたかずこ（現: 坂田和子）が楽曲提供し、椎名和夫によって編曲された。本作の収録内容のうち表面 (SIDE 1)の2曲目には、「ノンフィクション エクスタシー」のカラオケが収録され、裏面 (SIDE 2)は、1986年9月にリリースされた16枚目のシングル「Fin」と同曲B面の「危ないMON AMOUR」のカラオケが収録された。「ノンフィクション エクスタシー」は後に、1988年12月発売のベスト・アルバム『BEST II』の1曲目として収録された。2012年4月5日には、moraにてデジタル・ダウンロードで「ノンフィクション エクスタシー」がリリースされた他、iTunesでも音楽配信された。現時点でこの収録構成での再発売はされていない。

## チャート成績
この楽曲は、1986年11月24日付のオリコン週間アルバムチャートのカセットチャートで、初登場・最高順位ともに1位を記録した。同チャートの100位以内においては、計14週に渡ってランクインしている。オリコンでは1986年4月7日付からシングルレコード盤にシングルカセットを加算するようになったが、本作はレコード盤での発売がなかったため、オリコンチャートの当時の規定により、シングルチャートではなくアルバムのカセットチャートにランクインされた。

## 収録曲
| 全作詞・作曲: さかたかずこ、全編曲: 椎名和夫。 |                                             |              |              |      |
| #                                              | タイトル                                    | 作詞         | 作曲・編曲   | 時間 |
| 1.                                             | 「ノンフィクション エクスタシー」(歌入り)   | さかたかずこ | さかたかずこ | 3:30 |
| 2.                                             | 「ノンフィクション エクスタシー」(カラオケ) | さかたかずこ | さかたかずこ |      |

| #  | タイトル                      | 作詞     | 作曲           | 編曲     |
| -- | ----------------------------- | -------- | -------------- | -------- |
| 1. | 「Fin」(カラオケ)             | 松本一起 | 佐藤健         | 佐藤準   |
| 2. | 「危ないMON AMOUR」(カラオケ) | 許瑛子   | 鈴木キサブロー | 椎名和夫 |

### 規格
- 2014年6月18日 - 12cmCD, Singles Box 1982-1991の一枚として (ジャケットはプロモ盤を踏襲している)

## 収録アルバム
ノンフィクション エクスタシー
- 『BEST II』[7][5]

## 参照
1. 1 2  “iTunes - ミュージック - 中森明菜「ノンフィクション エクスタシー（オリジナル・シングル・ジャケット）」”.  Apple. 2012年8月2日閲覧。
2. 1 2 3  『AKINA』（4×12cmCD）中森明菜、ワーナーミュージック・ジャパン、1993年11月10日。WPCL-770〜3。
3. 1 2 3 4  堤昌司『コンプリート・シングル・コレクションズ〜ファースト・テン・イヤーズ＜ライノ・プレミアム・エディション＞』（4×12cmCD）中森明菜、ワーナーミュージック・ジャパン、2009年6月10日、22頁。WPCL-10681/84。
4. 1 2  小池聡行、オリコン・ウィークリー編集部『小池聡行のオリコンデータ私書箱』オリジナルコンフィデンス、1991年1月1日、14-15頁。ISBN 4871310272。
5. 1 2 3 4 5 6  『ノンフィクション エクスタシー』（CT）中森明菜、ワーナー・パイオニア、1986年11月10日。LKC-2008。
6. ↑  『Fin』（EP）中森明菜、ワーナー・パイオニア、1986年9月25日。L-1752。
7. 1 2  『BEST II』（LP）中森明菜、ワーナー・パイオニア、1988年12月24日。32L2-49。
8. ↑  “mora[モーラ] : 中森明菜「ノンフィクション エクスタシー」を試聴・ダウンロード”.  レーベルゲート. 2012年8月2日閲覧。
9. 1 2  『ALBUM CHART-BOOK COMPLETE EDITION 1970 〜 2005』オリコン・マーケティング・プロモーション、2006年4月25日、3,456頁。ISBN 4871310779。